# ثيودور ستورجيون
ثيودور ستورجيون (بالإنجليزية: Theodore Sturgeon)‏ (26 فبراير 1918، جزيرة ستاتن في الولايات المتحدة - 8 مايو 1985، يوجين في الولايات المتحدة) روائي أمريكي، حاصل على جائزة إنكبوت.

## روابط خارجية
- ثيودور ستورجيون على موقع IMDb (الإنجليزية)
- ثيودور ستورجيون على موقع الموسوعة البريطانية (الإنجليزية)
- ثيودور ستورجيون على موقع أول موفي (الإنجليزية)
- ثيودور ستورجيون على موقع إن إن دي بي (الإنجليزية)
- ثيودور ستورجيون على موقع قاعدة بيانات الفيلم (الإنجليزية)